# Valea Minișului, Caraș-Severin
Valea Minișului este un sat în comuna Bozovici din județul Caraș-Severin, Banat, România.
Localitatea este compusă dintr-o tabără pentru copii, niște case în proces avansat de degradare, un canton silvic și un fost restaurant. Sus pe deal se găsește o plantație de zmeură. Are stație de autobuz. Este punct de plecare turistic spre Lacul Buhui, Peștera de la Captare și cascada aferentă, lacul Cerbu, Cheile Minișului, poienile Liciovacea și Blezovacea,  Rezervatia Cascada, Peștera și Izbucul Bigăr (7 km).